# Нордгайм-ам-Майн
Нордгайм-ам-Майн (нім. Nordheim am Main) — громада в Німеччині, розташована в землі Баварія. Підпорядковується адміністративному округу Нижня Франконія. Входить до складу району Кітцинген. Складова частина об'єднання громад Фольках.
Площа — 5,30 км2. Населення становить 1027 ос. (станом на 31 грудня 2020).